# SV Boskamp
SV Boskamp is een Surinaamse voetbalclub. De thuisbasis in het J. Eliazer Stadion in Groningen in het district Saramacca. De club werd opgericht op 2 februari 1998. De club speelde een tijd in de SVB-hoofdklasse.